# 电子流行病学
电子流行病学（英語：E-epidemiology）是指通过互联网、移动电话、数字纸、数字电视等数字媒体获得、完善与应用流行病学知识信息的科学。此外还可指通过互联网的全球协作所促成的大规模流行病学研究。
传统的通过纸质调查问卷进行的流行病学研究既耗时又耗财。将调查问卷转换成可供分析的数据需要大量人力。而通过网络、移动电话及其他现代通信工具，可快速、低成本地收集广泛人群生活方式与健康的决定性因素的数据。现代IT技术使得储存、管理与检索大量生物学与生活方式的数据成为可能，从而可以获得更多的数据与更可靠的统计结果。高效的数字运算、现代分析工具以及基于模拟的推断过程使得能够从大量复杂的数据结构中获得知识。通过与研究直接关联的门户网站可以获得即时的反馈以及参与者的信息。它可以将动画及其他网络工具应用于调查问卷，从而增加交互性并促进研究者与参与者间的信息传递的通畅。此外，门户网站还可以帮助大学研究结果与公众分享。
安全性与保密性是电子流行病学的重要因素，以保护个人与研究数据的所有者。不过通过互联网进行的流行病学研究或许要比传统方法更为安全。精确的安全程序与防火墙是在互联网上处理个人记录的重要条件。